# Ohrenqualle
Die Ohrenqualle (Aurelia aurita) gehört zur Klasse der Schirmquallen (Scyphozoa) innerhalb der Nesseltiere (Cnidaria). Sie ist nahezu weltweit in den Ozeanen von etwa 70° Nord bis etwa 55° Süd verbreitet. Sie kommt auch an der deutschen Nordseeküste und in den westlichen Bereichen der Ostsee vor, da hier der Salzgehalt des Wassers für ihre Lebensbedürfnisse noch ausreichend ist. Die Fortpflanzung findet in der westlichen Ostsee bis in die südliche Boddensee statt. Neuere molekulargenetische Untersuchungen deuten aber darauf hin, dass es sich um einen Komplex von mehreren kryptischen Arten handelt.

## Aussehen

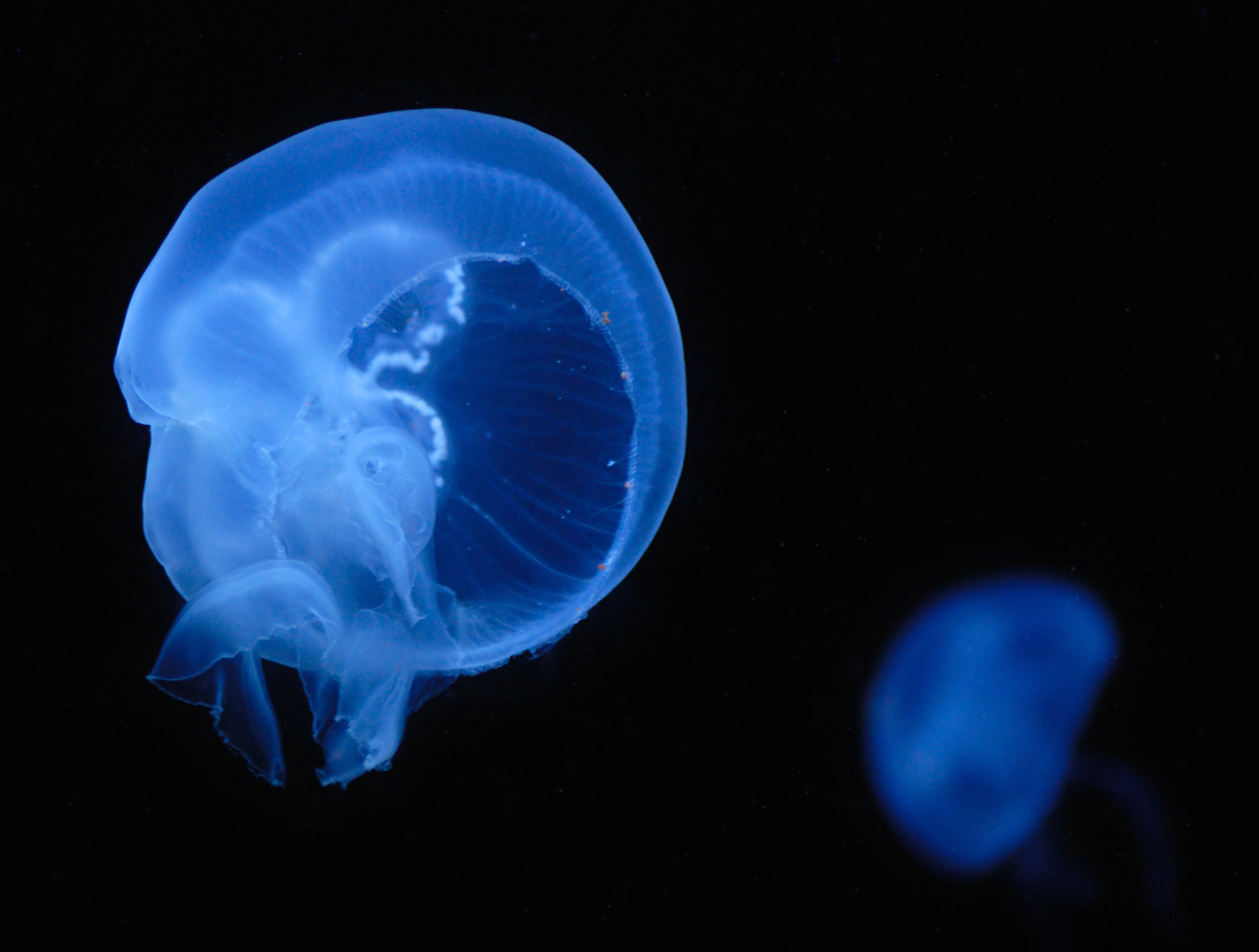
Ohrenqualle

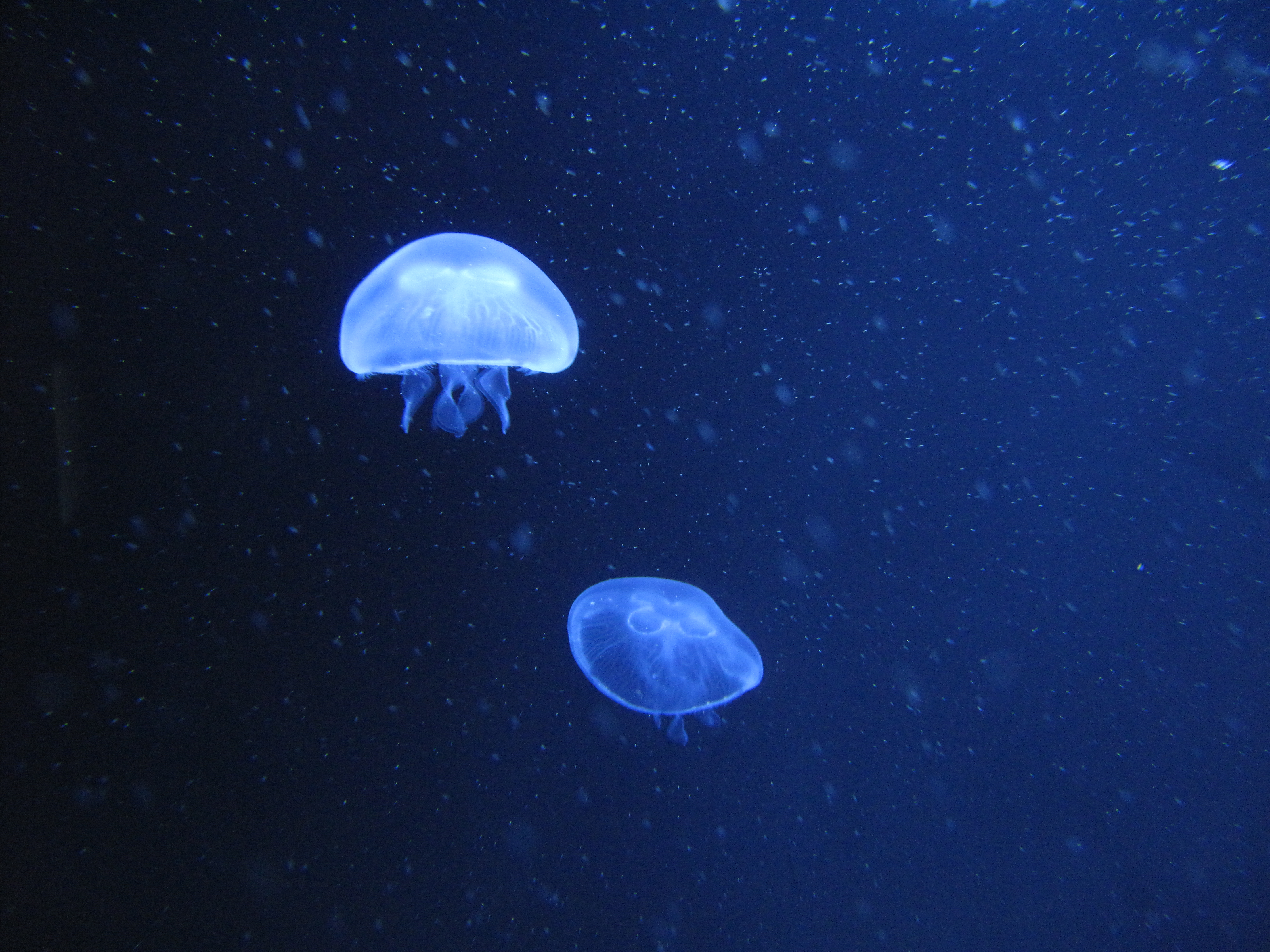
Seitenansicht

Die Ohrenqualle hat einen flach gewölbten Schirm, der ungefähr 20–30 Zentimeter groß ist, mit vier ringförmigen Geschlechtsorganen in der Farbe braunrot und vier gardinenartig hängenden, bräunlichen Mundarmen. Der Schirm ist weiß bis gelblich.

## Fortpflanzung
Die Ohrenqualle beginnt nach der Befruchtung mit der Eiabgabe ins offene Wasser. Die Eier durchlaufen die Frühentwicklung, an deren Ende sich aus der Gastrula die sogenannte mobile Planulalarve bildet. Diese bewegliche Larve dreht sich mit der Mundöffnung nach oben und setzt sich am Boden fest (sessile Planulalarve) und bildet dort einen Polypen, welcher sich durch seitliche Knospung oder Strobilation (Abschnürung) vermehrt. Durch die Strobilation entstehen Ephyralarven, die nur wenige Millimeter groß sind. Diese wachsen anschließend zu reifen Medusen heran.

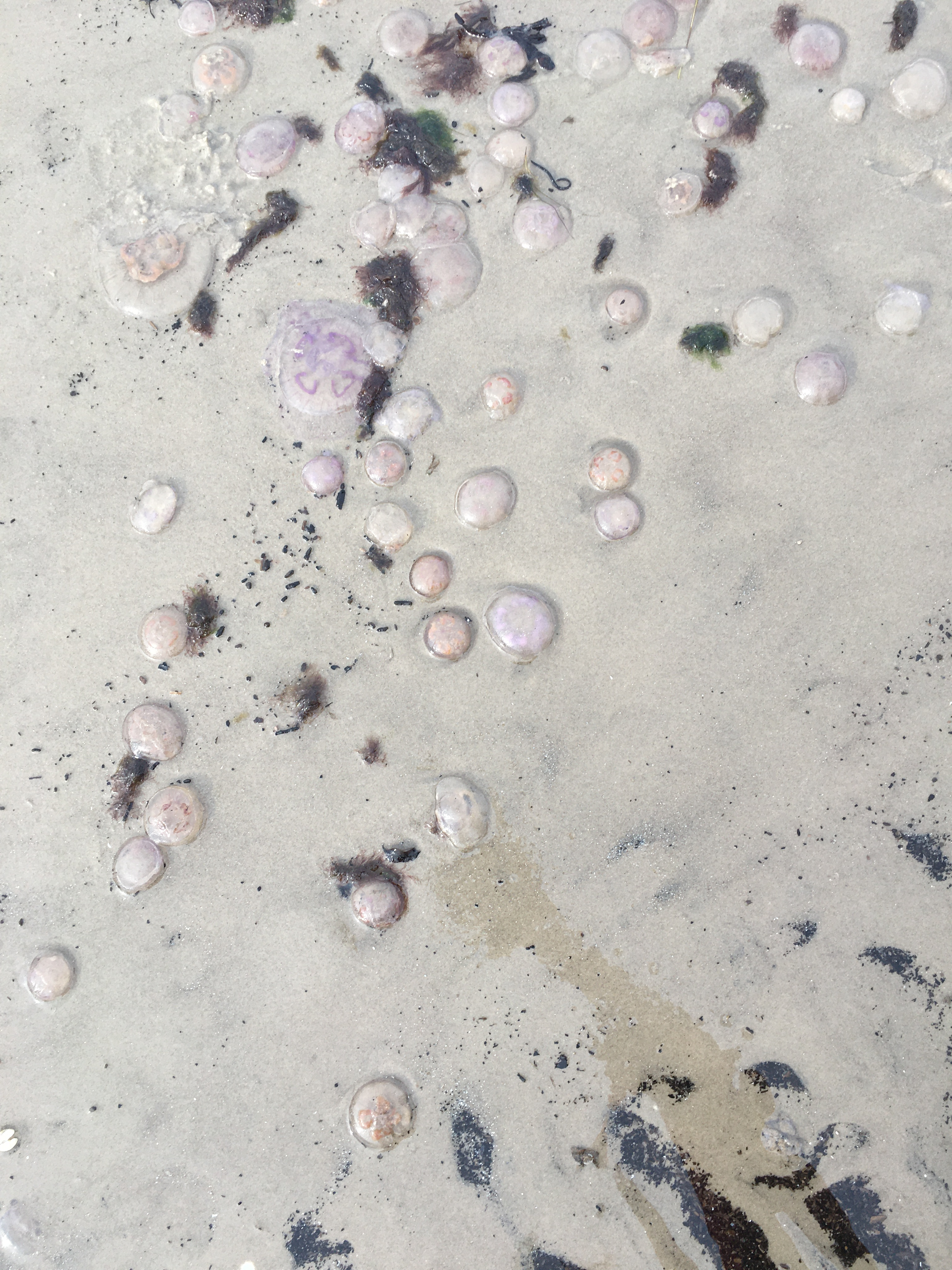
Ohrenqualle wurde an den Strand gespült

## Fortbewegung
Quallen schwimmen durch eine sich zusammenziehende Bewegung ihres Schirmes, bei der sie nach dem Rückstoßprinzip gleichzeitig Wasser nach unten ausstoßen. Dabei bewegen sie sich schräg nach oben, um sich danach wieder etwas nach unten fallen zu lassen. Sie schwimmen daher oft nahe der Wasseroberfläche. Mit diesem Prinzip können sie bis zu zehn Kilometer pro Stunde zurücklegen. Oft lassen sie sich jedoch auch einfach mit der Strömung treiben.

## Besonderes
Bei der noch nicht ausgewachsenen Meduse, genannt Ephyra, kann man unter dem Lichtmikroskop ein sogenanntes Rhopalium in den Tentakeln erkennen. Dieses Rhopalium besteht aus einer Linse, um Lichtreize wahrzunehmen, und einem Statolith, der sich bei Verlagerung der Qualle bewegt und so der Qualle mitteilt, in welcher Position sie sich befindet.
Die Ohrenqualle besteht zu 98,2 % aus Wasser.